# Земзюлька
Земзюлька (в верховье Земзюлька 1-я; устар. Сенгилеевка) — река в России, протекает в Ставропольском и Краснодарском краях. Впадает в Егорлыкское водохранилище. Ранее устье реки находилось в 382 км по левому берегу реки Егорлык. Длина реки составляет 31 км, площадь водосборного бассейна 158 км². Высота устья — 222,0 м над уровнем моря.

## Данные водного реестра
По данным государственного водного реестра России относится к Донскому бассейновому округу, водохозяйственный участок реки — Егорлык от Сенгилеевского гидроузла до Егорлыкского гидроузла, речной подбассейн реки — бассейн притоков Дона ниже впадения Северского Донца. Речной бассейн реки — Дон (российская часть бассейна).
Код объекта в государственном водном реестре — 05010500412107000016807.